# Європейці (роман)
«Європейці» (англ. The Europeans) — роман Генрі Джеймса, виданий 1878 року.

## Сюжет
Події роману відбуваються у Бостоні та Новій Англії у середині 19-го століття. Брат (Фелікс Янг) та сестра (Євгенія Мюнстер) приїхали зі старого світу до нового, щоб познайомитися із своїми далекими родичами й дати шанс Євгенії пошукати «своє щастя». Євгенія має титул баронеси і є одруженою із принцом Адольфом, молодшим братом правлячого князя із Зільберштадт-Шрекенштайн (Silberstadt-Schreckenstein). Цей шлюб є морганатичним і сім'я князя хоче його розірвати.
Фелікс першим знайомиться із родичами — дядьком (брат матері), його сином Кліффордом та доньками Шарлоттою та Гертрудою. Родина Вентвортів (англ. Wentworth) живе у сільській місцевості. Частими гостями у них є пан Роберт Ектон (англ. Robert Acton) та його молодша сестра Ліззі, а також їхні сусіди. Євгенії не дуже сподобалося це коло, тоді як Фелікс отримує велике задоволення від спілкування із родичами, малює портрети дівчат. Це не дуже подобається пану Бренду (англ. Brand), який вважав, що Гертруда має бути його дружиною.
Євгенія багато проводить часу та фліртує із Робертом Актоном, каже йому, що розлучиться із чоловіком. Роберт вражений нею. Він запрошує її відвідати його дім, познайомитися із матір'ю. Під час візиту Євгенія каже матері, що Роберт часто говорив про неї, що не відповідає дійсності, видається неймовірним матері й викликає дивну реакцію самого Роберта. Євгенія ще більше дратується цим провінційним суспільством, де люди не звикли до «невинної брехні».
Пан Вентворт розказує Феліксу, що у Кліффорда є проблеми з алкоголем, тому він тимчасово відсторонений від навчання у Гарваді. Фелікс радить звести Кліффорда із Євгенією, адже Євгенія може вплинути на хлопця як старша та більш досвідчена. Кліффорд дійсно починає бувати в Євгенії. У цей час Роберт починає менше бувати у неї, намагаючись розібратися у своїх почуттях до неї. Визначившись, він іде до неї, запитує про те чи відправила вона документ про згоду розлучитися із чоловіком, і пропонує поїхати із ним на Ніагарський водоспад. У цей момент із сусідньої кімнати виходить Кліффорд, що руйнує ситуацію. Чоловіки разом ідуть із дому Євгенії.
Фелікс каже Євгенії, що хоче одружитися із Гертрудою. Сестра зізнається, що не впевнена у Роберті й планує повертатися у Європу. Фелікс наважується попросити у пана Вентворта дозволу одружитися із Гертрудою. Він також звертає увагу пана Бренда, що Шарлотта насправді любить пана Бренда. Саме пан Бренд одружує цю пару. А сам пізніше одружується із Шарлоттою, а Кліффорд — із Ліззі.
Роберт освідчується Євгенії, але вона відмовляє йому та повертається до Європи. Згодом Роберт знаходить собі «… гарну молоду дівчину», з якою одружується.

## Екранізація
1979 року компанія «Merchant Ivory Productions» зняла стрічку «Європейці», у якій роль Євгенії виконала Лі Ремік.